# José Luis Turina
José Luis Turina (Madrid, 12 octobre 1952) est un compositeur espagnol, petit-fils du compositeur Joaquín Turina.

## Biographie
José Luis Turina étudie la composition sous la direction d'Antón García Abril, Román Alís, Rodolfo Halffter et Carmelo Bernaola au conservatoire de Barcelone et de Madrid. Grâce à une subvention du ministère espagnol des affaires étrangères pour étudier à l'espagnol Académie des Beaux-Arts à Rome, il suit plus tard les classes de composition données par Franco Donatoni à l'Accademia di Santa Cecilia.
En 1981, son œuvre Point de rencontre remporte le premier prix du Concours international de composition organisé pour le centenaire de l'Orchestre du conservatoire de Valence. En 1986, il remporte le premier prix du concours de composition de la « Reine Sofía », de la fondation Ferrer-Salat, avec Ocnos (musique pour orchestre sur des poèmes de Luis Cernuda). Il reçoit le Premio nacional de música de composition en espagne, en 1996.
José Luis Turina est professeur d'harmonie au conservatoire de Cuenca et de Madrid depuis 1981. En 1993, il est nommé conseiller technique du ministère de l'éducation et de la science, pour la réforme de l'enseignement musical dans le domaine de la nouvelle loi sur l'éducation de 1990. En février 2001, il est nommé directeur artistique de l'Orchestre national des jeunes d'Espagne et en 2004, il devient président de l'Association espagnole des orchestres de jeunes.
En septembre 2000, a lieu la création mondiale de son opéra D. Q. (Don Quijote de Barcelone), sur un texte de Justo Navarro et en scène par La Fura dels Baus,  au Gran Teatre del Liceu de Barcelone. En novembre 2001, le Quatuor de Tokyo joue avec un grand succès la création mondiale de son quatuor à cordes Clémisos y Sustalos, commandé par le quatuor. En octobre 2004, dans la province de Cadix, le Quatuor Brodsky donne la création de son quatuor à cordes Les Sept Dernières Paroles de Jésus-Christ sur la Croix. En janvier 2006, il a été le foyer de la Musique Contemporaine Cycle de l'Orchestre Philharmonique de Malaga, qui a joué 18 de ses compositions et a publié une vaste étude biographique et un disque monographique, composé de cinq de ses pièces orchestrales.

## Œuvres (sélection)

### Opéra et musique de scène
- Ligazon (1981–82), opéra de chambre en un acte et 5 scènes, d'après la pièce de Ramón del Valle-Inclán (création, Cuenca, 2 juillet 1982)[2]
- La raya en el agua (1995). Création au Círculo de Bellas Artes, Madrid, le 26 septembre 1996.
- D.Q. (Don Quijote en Barcelona) (1998–99); Opéra en 3 actes, d'après le Don Quixote de Cervantes ; livret de Justo Navarro, mise en scène de La Fura dels Baus (Liceu, Barcelone, 2 octobre 2000)[3].
- Tour de Manivelle (2006-2007), musique de scène pour actrice, orchestre et vidéo, textes du compositeur et cinq courts métrages de Segundo de Chomón (création, Teatro de la Zarzuela, Madrid en mai 2008).

### Orchestre
- Punto de encuentro (1979)
- Pentimento (1983)
- Fantasía sobre una Fantasía de Alonso Mudarra (1989)
- El arpa y la sombra (1991)
- Música fugitiva (1992)
- Fantasía sobre doce notas (1994)
- Dos danzas sinfónicas (1996)
- La Commedia dell'Arte (2007)

### Œuvres concertantes
- Ocnos (orchestral music on poems by Luis Cernuda) (1982–84), pour récitant, violoncelle et orchestre
- Concierto para violín y orquesta (1987)
- Variaciones y desavenencias sobre temas de Boccherini (1988), concerto pour clavecin et orchestre
- Concierto para piano y orquesta (1997)
- Concerto da chiesa (1998), pour violoncelle et cordes
- Cuatro sonetos de Shakespeare (2001-2002), pour soprano et orchestre
- Concierto para marimba y cuerdas (2012)

### Chœur et orchestre
- Exequias (In memoriam Fernando Zóbel) (1984), chœur et orchestre de chambre
- Musica ex lingua (1989), sur des textes de Agustín García Calvo, Lope de Vega, Luis de Góngora, José Bergamín, Ramón del Valle-Inclán et Francisco de Quevedo
- Tres villancicos (2006)

### Chœur
- Para saber si existo (1979), sur des poèmes de Gabriel Celaya
- Per la morte di un capolavoro (1995), sur un poème de Gabriele D'Annunzio
- Canzon de cuna pra Rosalía de Castro, morta (2003), sur des poèmes de Rosalía de Castro et de Federico García Lorca
- Ritirata notturna (2009)

### Voix
- Epílogo del misterio (1979), sur des poèmes de José Bergamín (pour mezzo-soprano et piano)
- Primera antolojía (1979), sur des poèmes de Juan Ramón Jiménez (pour soprano et piano)
- Tres sonetos (1992), sur des poèmes de Lope de Vega, Luis de Góngora et de Francisco de Quevedo (pour basse, clarinette, violon/alto et piano)
- Tres poemas cantados (1993), sur des poèmes de Federico García Lorca (pour soprano et piano)
- Canción apócrifa (1994), sur un poème d'Antonio Machado (pour soprano et piano)
- Cinco canciones amatorias (1994), sur des poèmes d'écrivains catalans de XIVe – XVIe siècles (pour soprano et piano ou instruments à cordes)
- En forma de cuento (1994), sur un poème de Rafael Alberti
- Callada partida (2013), sur un poème de Conchita Colón (pour mezzo et sextuor avec piano)
- Nada te turbe (2014), sur un poème de Thérèse d'Avila (narrateur et piano)

### Musique de chambre
- Movimiento (1978), pour violon et piano
- Crucifixus (1978), pour 20 cordes et piano
- Homenaje a Cesar Franck (1979), pour quintette à vent
- Iniciales (1980), pour flûte et piano
- Título un determinar (1980), pour septuor
- Fantasía sobre « Don Giovanni » (1980), pour piano à quatre mains
- Trio (1982), pour violon, violoncelle et piano
- Variaciones sobre dos temas de Scarlatti (2005), pour sextuor
- Cuarteto en sol (1985), pour quatuor à cordes
- La Commedia dell'Arte (1986), pour flûte, alto et guitare, et (1990), pour flûte, alto et harpe
- Variaciones sobre un tema de Prokofiev (1986), pour basson et piano
- Sonata da chiesa (1986-87), pour alto et piano
- Divertimento, aria y serenata (1987), pour alto octet, et (1991), pour violoncelle octet
- Dos duetos (1988), pour violoncelle et piano, (1992), pour alto et piano
- Kammerconcertante (1988), pour flûte en sol, clarinette basse, violon, alto, violoncelle et contrebasse
- Seis metaplasmos (1990), pour deux violons
- Variaciones y tema (série 1 & 2), sobre el Tema con variaciones « Ah, vous dirai-je, maman ! », de W. A. Mozart (1990), pour violon et piano, (2008), pour deux pianos
- Túmulo de la mariposa (1991), pour clarinette, violoncelle et piano
- Sonate y Toccata (1991), pour piano à quatre mains
- Rosa engalanada (1992), pour flûte et guitare
- Cuatro cuartetos (1994), pour cor de basset quatuor
- Tres palíndromos (1996), pour piano à quatre mains
- Scherzo par l'onu hobbit (1997), pour quintette à cordes
- PasoDoppio (1999), pour clarinette et violoncelle
- Paráfrasis sobre "Don Giovanni" (2000), pour violoncelle octet
- Clémisos y Sustalos (2001), pour quatuor à cordes
- Tres tercetos (2003), pour violon, violoncelle et piano
- Octeto de agua (2004), le vent octet
- Las siete últimas palabras de Jesucristo en la cruz (2004), pour quatuor à cordes
- Sonate (2004), pour violon et piano
- Viaggio di Parnaso (2005), pour violon, violoncelle et piano
- Cinco quintetos (2005), pour quintette de cuivres
- Hércules y Cronos (2008), pour cuivres et percussions de l'ensemble
- Danzas entrelazadas (2011), pour flûte, clarinette, percussion et piano sextuor
- Mourir Windsbraut (2012), pour quintette à vent
- Paganini 24 (2013), pour nonette
- Encore alla turca (2014), pour nonette
- Burlesca (2015), pour clarinette et piano sextuor

### Solo
- Copla de cante jondo (1980), pour guitare
- ¡Ya "uté" ve...! (1982), pour piano
- Fr volandas (1982), pour violoncelle
- Dubles (1983), pour flûte
- Scherzo (1986), pour piano
- Amb "P" de Pau (1986), pour piano
- Cinco preludios de l'onu tema de Chopin (1987), pour piano
- Cuatro estudios en forma de pieza (1989), pour guitare
- Cuatro estudios en forma de pieza (1989), pour guitare
- En raison essercizi (1989), pour clavecin
- Punto de órgano (1990), pour orgue
- Notes dormidas (1992), pour harpe
- Monólogos del viento y de la roca (1993), pour guitare
- Preludio sobreesdrújulo (1994), pour guitare
- Toccata (Homenaje a Manuel de Falla) (1995), pour piano
- L'art d'être touché par le clavecin (Sonata para clave) (2000), pour clavecin
- Homenaje a Isaac Albéniz (I. Jaén) (2001), pour piano
- Partita (2001), pour contrebasse
- Catdenza (2003), pour clarinette
- Soliloquio (in memoriam Joaquim Homs) (2004), pour piano
- Saeta (2006), pour marimba
- Homenaje a Isaac Albéniz (II. León) (2009), pour piano
- Dos cuadros de Marc Chagall (2009) pour violon
- Homenaje a Isaac Albéniz (III. Salamanque) (2010), pour piano
- Arboretum (2010), pour guitare
- El guardián entre los pinos (2011), pour piano
- Jeu du solitaire (2012), pour violon

## Discographie (sélection)
- Crucifixus (1978), pour 20 cordes et piano
- Epílogo del misterio (1979), sur des poèmes de José Bergamín (mezzo-soprano et piano)
- Punto de encuentro (1979), pour orchestre
- Primera antolojía (1979), sur des poèmes de Juan Ramón Jiménez (soprano et piano)
- Copla de cante jondo (1980), pour guitare
- Fantasía sobre « Don Giovanni » (1980), pour piano à quatre mains
- Título un determinar (1980), pour septuor
- Iniciales (1980), pour flûte et piano
- Fr volandas (1982), pour violoncelle solo
- Trio (1982), pour violon, violoncelle et piano
- Pentimento (1983), pour orchestre
- Ocnos (musique pour orchestre sur des poèmes de Luis Cernuda) (1982-84), pour le président, violoncelle et orchestre
- Exequias (In memoriam Fernando Zóbel) (1985), pour chœur et orchestre de chambre
- Variaciones sobre dos temas de Scarlatti (1985), pour sextuor
- Amb "P" de Pau (1986), pour piano
- Scherzo (1986), pour piano
- Concierto para violín y orquesta (1987)
- Kammerconcertante (1988), pour flûte alto, clarinette basse et quatuor à cordes
- Fantasía sobre una Fantasía de Alonso Mudarra (1989), pour orchestre
- Musica ex lingua (1989), pour chœur et orchestre
- Dos duetos (1989), pour alto et piano
- En raison essercizi (1989), pour clavecin
- Cuarteto con piano (1990)
- El arpa y la sombra (1991), pour orchestre
- Túmulo de la mariposa (1991), pour clarinette, violoncelle et piano
- Música fugitiva (1992), pour orchestre
- Rosa engalanada (1992), pour flûte et guitare
- Monólogos del viento y de la roca (1993), pour guitare
- Fantasía sobre doce notes (1994), pour orchestre
- Dos danzas sinfónicas (1996), pour orchestre
- Concierto para piano y orquesta (1997)
- Scherzo par l'onu hobbit (1997), pour quintette à cordes
- D. Q. (Don Quijote en Barcelona) (1998-99), opéra
- L'art d'être touché par le clavecin (Sonata para clave) (2000), pour clavecin
- Homenaje a Isaac Albéniz (I. Jaén) (2001), pour piano
- Octeto de agua (2004), pour octuor à vent
- Soliloquio (in memoriam Joaquim Homs) (2004), pour piano
- Cinco quintetos (2005), pour quintette de cuivres
- La Commedia dell'Arte (2007), pour orchestre
- Homenaje a Isaac Albéniz (II. León) (2009), pour piano

## Prix
- 1996 : Prix national de musique